# Platja de Pumarín
La platja de Pumarín es troba en el concejo asturià de Cudillero i pertany a la localitat de «Santa Marina». Forma part de la Costa Occidental d'Astúries i està catalogada com a Paisatge protegit, ZEPA i LIC.

## Descripció
La platja és realment un pedrer amb forma de petxina, té una longitud d'uns 200-210 m i una amplària mitjana d'uns 18 m, amb una gran variació per l'efecte de les marees. El seu entorn és rural i amb un baix grau d'urbanització i la perillositat és mitjana. Les sorres són blanquinoses de gra mitjà i té molt poca assistència. Els accessos són per als vianants i inferiors a 0,5 km però de difícil recorregut. El seu entorn és rural i amb un baix grau d'urbanització. El jaç està compost de sorres gruixudes i tons clars en petites quantitats, ja que la majoria del jaç ho cobreixen palets.
La platja es troba limitada a l'oest per la «punta Borona» que, al seu torn, fa de límit amb la Platja de Ribera l'Ouca que es troba després de la punta Borona. Per accedir a aquesta platja cal arribar fins a l'entrada més a l'oest del poble de «Santa Marina».